# Eutane terminalis
Eutane terminalis is een beervlinder uit de familie van de spinneruilen (Erebidae). De wetenschappelijke naam van de soort is voor het eerst geldig gepubliceerd in 1854 door Walker.

## Kenmerken
De vleugels hebben een spanwijdte ongeveer 15mm en zijn, wanneer volwassen, zwart en geel. De Eutane terminalis komt voor in het Oosten van Australië.